# عبد اللطيف الدوماني
عبد اللطيف الدوماني لاعب كرة قدم مصري في مركز الهجوم ، لعب لثلاثة أندية مصرية وأحرز معهم العديد من الأهداف، وحاليًا هو المدير الفني لفريق ألعاب دمنهور منذ يوليو 2024 وفاز الفريق تحت قيادته على فريق عزبة اللحم في الدور التمهيدي لكأس مصر 2017 بنتيجة 11–0.
وهو مدير فني، صعد بأربع أندية مصرية من الدرجة الثالثة إلى الدرجة الثانية. صعد بنادي سمنود في 2015، ونادي بني عبيد في 2017 ونادي دمياط في 2018، ونادي بيلا في 2019.

## روابط خارجية
- عبد اللطيف الدوماني على موقع قاعدة بيانات كرة القدم.إي يو (الإنجليزية)
- عبد اللطيف الدوماني على موقع ناشيونال فوتبول تيمز (الإنجليزية)

- عبد اللطيف الدوماني